# 飯塚市総合体育館
飯塚市総合体育館（いいづかしそうごうたいいくかん）は、福岡県飯塚市にある体育館。
閉館した6つの施設を合併する形で、2023年4月に開館した。
「だれもが、いつでも、生涯を通じて快適に楽しむことができる多種多様なスポーツの推進」を基本方針とし、飯塚市が運営していた。筑豊地区では最大規模の体育館となっている。また、ライジングゼファーフクオカ・F.LEAGUE ボルクバレット北九州のアリーナとして、2023年から使用している。
2025年4月より指定管理者制度が導入され、一般社団法人飯塚市スポーツ協会により運営されている。

## メインアリーナ
約2000人を収容できる。